# Louis de Broglie
Pour les autres membres de la famille, voir Maison de Broglie.
Pour les articles homonymes, voir Broglie.
Louis Victor de Broglie, prince, puis septième duc de Broglie (prononcé en France de Breuil [dəbʁœj]), né le 15 août 1892 à Dieppe et mort le 19 mars 1987 à Louveciennes, est un mathématicien et physicien français. À seulement 37 ans, il devient lauréat du prix Nobel de physique de 1929 « pour sa découverte de la nature ondulatoire des électrons », qui a révolutionné la physique en généralisant à toute la matière la dualité onde-corpuscule proposée par Einstein pour la lumière.

## Biographie
Louis de Broglie, fils de Victor de Broglie (1846-1906), 5e duc de Broglie, et de son épouse, Pauline de La Forest d'Armaillé, est issu de la maison de Broglie. À ce titre, il compte d'illustres ancêtres tels les trois maréchaux de Broglie, le banquier et ministre de Louis XVI Jacques Necker et sa fille Germaine de Staël. Comme tous les membres cadets mâles de cette famille, il porte d'abord le titre de prince de Broglie et c'est sous ce titre qu'il sera connu durant la plus grande partie de sa carrière. Ce n'est que le 14 juillet 1960, à la mort sans enfant survivant de son frère aîné, le duc Maurice de Broglie, qu'il devient à son tour duc de Broglie à l'âge de 68 ans.
Il est licencié ès lettres (en histoire) à 18 ans en 1910. Ensuite, il est initié à la physique par son frère aîné, Maurice, à l'époque secrétaire du Congrès Solvay qui réunit les plus éminents physiciens du monde. Louis de Broglie découvre ainsi les minutes du congrès de 1911 en avant-première. Selon son frère, la lecture de celles-ci provoque « un coup d’état intérieur » et il se destine entièrement à la physique. Il passe dès lors une licence de sciences en deux ans en 1913.
Il fait son service militaire, en octobre 1913, au régiment des radiotélégraphistes du Mont-Valérien ; il est affecté durant la Première Guerre mondiale à l’émetteur de radio de la tour Eiffel mis en place par Gustave Ferrié ; simple sapeur en 1913, il termine la guerre avec le grade d'adjudant.
Dès 1923, dans trois notes à l’Académie des sciences, il pose l'hypothèse d'une onde associée aux particules de matière donnant les bases de la mécanique ondulatoire à l'origine de la physique quantique,,,. L'année suivante, à 32 ans, il expose sa théorie dans une thèse de doctorat en physique théorique, soutenue devant un jury comprenant Paul Langevin et Jean Perrin,. Quatre ans plus tard, cette thèse lui vaut d’être nommé maître de conférences à la faculté des sciences de l’université de Paris (Institut Henri-Poincaré), puis, un an plus tard, de recevoir en 1929, à 36 ans, le prix Nobel de physique pour sa « découverte de la nature ondulatoire de l’électron ».
Auparavant sa thèse avait été confirmée par deux expérimentateurs américains, Davisson et Germer, qui avaient mis en évidence des interférences et diffractions d’électrons par un cristal.
Ses travaux sur les « ondes de matière » établissent la dualité onde-corpuscule, c'est-à-dire que toutes les particules, et pas seulement les photons comme l'avait prouvé Einstein, sont à la fois énergie et masse.
En 1933, il obtient la chaire de physique théorique de l’Institut Henri-Poincaré, succédant à Léon Brillouin. En 1934, il édifie une théorie de la lumière, dite théorie de la fusion ou théorie des particules à spin, qui suppose le photon constitué d'une particule et de son antiparticule.
Il enseigne à la faculté des sciences de Paris jusqu'en 1962, y dirigeant les études et les thèses de nombreux étudiants.

### À l'Institut
Après en avoir été trois fois lauréat, en 1926, 1927 et 1929, il est élu le 29 mai 1933 membre de l’Académie des sciences, dont il deviendra secrétaire perpétuel en 1942, jusqu'à sa démission, le 29 septembre 1975.
Louis de Broglie est élu à l’Académie française, en même temps qu'André Siegfried et Louis Pasteur Vallery-Radot, à l'unanimité des 17 votants, le 12 octobre 1944, deux mois après la Libération de Paris. Du fait de l'Occupation allemande pendant quatre ans, l'Académie comptait une douzaine de membres décédés, plusieurs autres en exil ou emprisonnés, et ne put réunir que dix-sept votants, trois de moins que le quorum exigé. Néanmoins les trois élections ont été considérées comme valides et les trois nouveaux académiciens ont pris part aux élections suivantes, avant d'avoir été reçus en séance solennelle.
Elu au premier fauteuil de l'Académie, il y succède à Émile Picard. Sa réception officielle a lieu le 31 mai 1945, donnant l’occasion d’une scène inédite depuis trois siècles : l’accueil d’un académicien par son propre frère, le duc Maurice de Broglie.

### Œuvre scientifique
L'œuvre de Louis de Broglie est abondante : 153 mémoires et 46 autres ouvrages et livres, dont certains de haute vulgarisation (Matière et Lumière, Sur les sentiers de la science, Certitudes et incertitudes de la science, Recherches d'un demi-siècle).
Il est admis membre étranger de la Royal Society britannique en 1953.
De Broglie est le premier scientifique de haut niveau à avoir demandé la création d'un laboratoire multinational, proposition qui a conduit à la création de l'Organisation européenne pour la recherche nucléaire (CERN).
Il prend sa retraite en 1962. Les années suivantes il introduit une troisième grande théorie, dite de la particule isolée ou thermodynamique cachée des particules, qui propose de considérer la mécanique comme un cas particulier de la thermodynamique, et qui introduit un début d'explication de l'indétermination ou incertitude quantique. Ses deux dernières notes à l'Académie portent Sur les véritables idées de base de la mécanique ondulatoire, et Sur la réfutation du théorème de Bell. Son dernier texte, en 1979, est un plaidoyer sur la Nécessité de la liberté dans la recherche scientifique.

### Dernières années
Mais son esprit se brouille progressivement et sa santé décline. À la fin de l’été 1981, après une opération pour une affection rénale, il perd complètement la mémoire et devient totalement dépendant. Il séjourne plusieurs années à l’hôpital américain de Neuilly et passe les derniers mois de sa vie dans une clinique, à Louveciennes. Il y décède le 19 mars 1987.
Ses obsèques ont lieu à l’église Saint-Pierre de Neuilly-sur-Seine. « La seule manifestation officielle fut une séance solennelle sous la coupole de l’institut. Ni l’Université, ni le CNRS, ni la Société française de physique (qu’il présida), ni le CERN, ne firent quoi que ce soit. Il n’y eut rien à l’Institut Henri-Poincaré, ni dans aucun laboratoire de physique, ni à la télévision, ni à la radio. La presse en parla à peine. »
Contrairement à de nombreux membres de sa famille, il n’est pas inhumé au cimetière privé de Broglie (Eure) mais au cimetière ancien de Neuilly-sur-Seine, 3e division, 69e rangée.

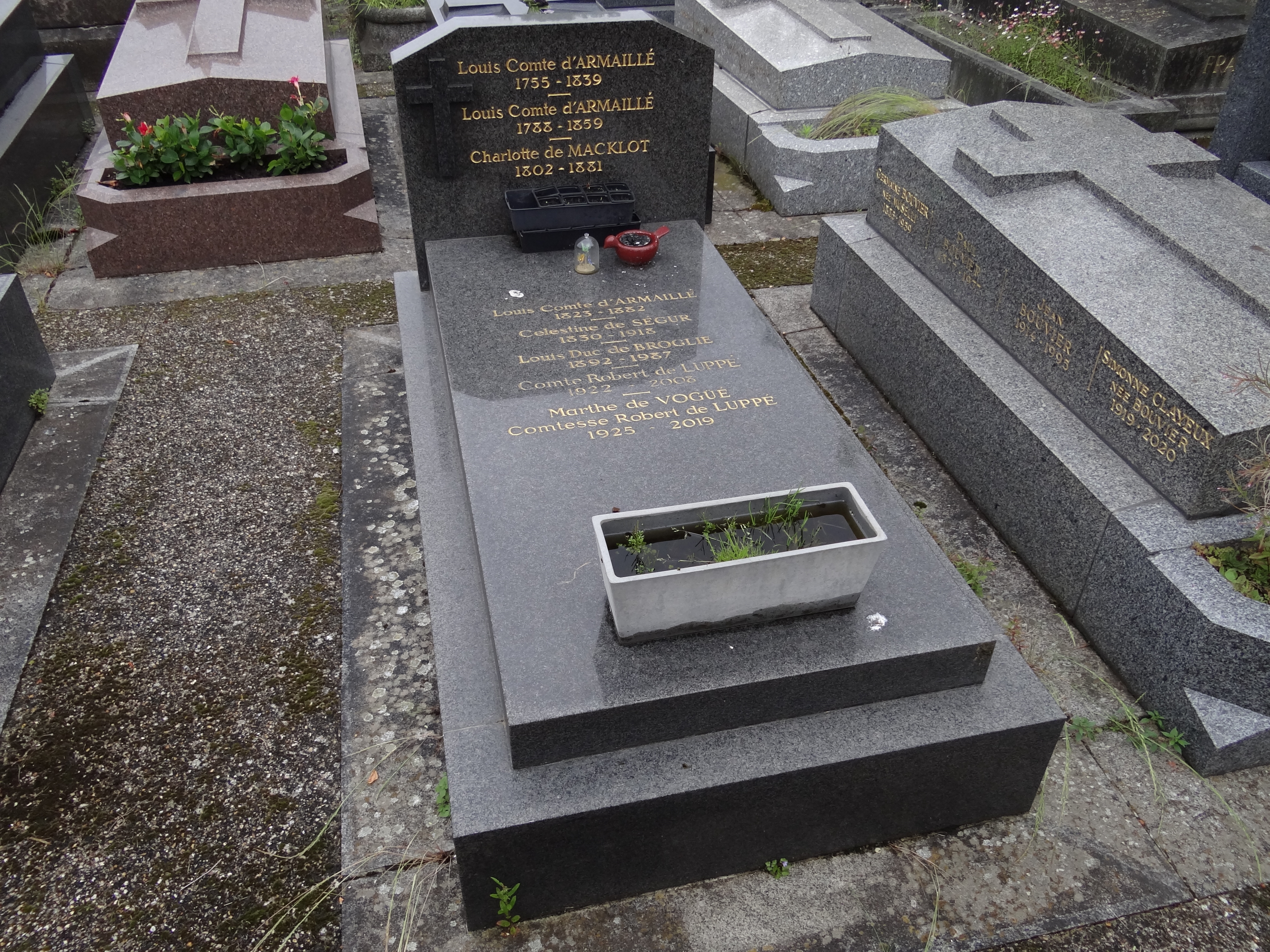
La tombe de Louis de Broglie au cimetière ancien de Neuilly-sur-Seine (Hauts-de-Seine).

Célibataire, il meurt sans descendance et son cousin Victor-François de Broglie (1949-2012), issu d'une branche collatérale, lui succède comme 8e duc de Broglie (1987-2012).

## Principales théories

### Matière et dualisme onde-corpuscule
« L’idée fondamentale de [ma thèse de 1924] était la suivante : « Le fait que, depuis l’introduction par Einstein des photons dans l’onde lumineuse, l’on savait que la lumière contient des particules qui sont des concentrations d’énergie incorporée dans l’onde, suggère que toute particule, comme l’électron, doit être transportée par une onde dans laquelle elle est incorporée […] Mon idée essentielle était d’étendre à toutes les particules la coexistence des ondes et des corpuscules découverte par Einstein en 1905 dans le cas de la lumière et des photons. »
« À toute particule matérielle de masse m et de vitesse v doit être associée une onde réelle », reliée à la quantité de mouvement par la relation :
{\displaystyle \lambda ={\frac {h}{p}}={\frac {h}{{m}{v}}}{\sqrt {1-{\frac {v^{2}}{c^{2}}}}}}
où {\displaystyle \lambda } est la longueur d'onde, {\displaystyle h} la constante de Planck, {\displaystyle p} la quantité de mouvement, {\displaystyle m} la masse au repos, {\displaystyle v} sa vitesse et {\displaystyle c} la célérité de la lumière dans le vide.
Cette théorie posait les bases de la mécanique ondulatoire. Elle fut soutenue par Einstein, confirmée par les expériences de diffraction des électrons de Davisson et Germer. Par leurs travaux Schrödinger et Max Born l'ont généralisée, mais en remplaçant son « onde réelle » par une onde de probabilité.
Le caractère purement statistique de cette généralisation n’était pas approuvée par de Broglie. Il disait « que la particule doit être le siège d’un mouvement périodique interne et qu’elle doit se déplacer dans son onde de façon à rester en phase avec elle, [fait] ignoré des physiciens quantistes actuels [qui ont] le tort de considérer une propagation d’onde sans localisation de particule, ce qui était tout à fait contraire à mes idées primitives. »
Du point de vue philosophique, cette théorie des ondes de matière est ce qui a le plus contribué à ruiner l’atomisme de jadis. À l’origine, de Broglie pensait qu’une onde réelle (c’est-à-dire ayant une interprétation physique directe) était associée aux particules. Il s’est avéré que l'aspect ondulatoire de la matière est formalisé par une fonction d'onde gouvernée par l’équation de Schrödinger qui est une pure entité mathématique ayant une interprétation probabiliste, sans support d’éléments physiques réels. Cette fonction d’onde donne à la matière les apparences d’un comportement ondulatoire, sans pour autant faire intervenir des ondes physiques réelles. Cependant, de Broglie est revenu vers la fin de sa vie à une interprétation physique directe et réelle des ondes de matière, à la suite des travaux de David Bohm. La théorie de De Broglie-Bohm est au début du XXIe siècle la seule interprétation donnant un statut réel aux ondes de matière et respectant les prédictions de la théorie quantique. Mais présentant un certain nombre de problèmes de fond, et n’allant pas plus loin dans ses prédictions que l’interprétation de Copenhague, elle est peu reconnue par la communauté scientifique.

### Non nullité et variabilité de la masse
Point important, chez de Broglie le neutrino et le photon ont tous deux une masse au repos non nulle, quoique très faible. La masse du photon s’impose par la cohérence de sa théorie. Accessoirement ce rejet de l’hypothèse d’un photon de masse nulle lui permettait de douter de l’hypothèse de l’expansion de l'Univers.[Comment ?]
Également, il considère que la masse propre des particules n’est pas constante mais variable, chaque corpuscule pouvant être représenté comme une machine thermodynamique équivalente à une intégrale cyclique d’action.

### Généralisation du principe de la moindre action
Dans la seconde partie de sa thèse de 1924, de Broglie a utilisé l’équivalence du principe mécanique de la moindre action avec le principe optique de Fermat : « Le principe de Fermat appliqué à l’onde de phase est identique au principe de Maupertuis appliqué au mobile ; les trajectoires dynamiques possibles du mobile sont identiques aux rayons possibles de l’onde ». Cette équivalence avait été remarquée par Hamilton un siècle auparavant, et publiée par celui-ci vers 1830, à une époque où aucune expérience ne justifiait de remettre en cause les principes fondamentaux de la physique pour la description des phénomènes atomiques.
Jusqu’à ses derniers travaux, il paraît être le physicien qui a le plus poursuivi cette dimension d’action dont Max Planck, au début du XXe siècle, avait montré qu’elle est finalement la seule unité universelle (avec sa dimension d’entropie).

### Dualité des lois de la nature
Loin de prétendre faire « disparaître la contradiction » comme Max Born croyait y parvenir avec une approche statistique, de Broglie a étendu la dualité onde-corpuscule à tous les corpuscules (et aux cristaux qui révèlent des effets de diffraction), et a étendu le principe de dualité aux lois de la nature.
Ses derniers travaux font de la thermodynamique et de la mécanique deux grands systèmes de lois qu’il réunit en un seul système : 

« Quand Boltzmann et ses continuateurs ont développé leur interprétation statistique de la Thermodynamique, on a pu considérer la Thermodynamique comme une branche compliquée de la Dynamique. Mais, avec mes idées actuelles, c’est la Dynamique qui apparaît comme une branche simplifiée de la Thermodynamique. Je pense que, de toutes les idées que j’ai introduites en théorie quantique dans ces dernières années, c’est cette idée-là qui est, de beaucoup, la plus importante et la plus profonde. »

Cette conception paraît correspondre à la dualité continu–discontinu, sa dynamique pouvant être la limite de sa thermodynamique quand des enchaînements aux limites continues sont postulés. Elle est aussi proche de celle de Leibniz, qui posait la nécessité de « principes architectoniques » pour compléter le système des lois mécaniques.
Cependant il y a chez lui moins de dualité, au sens d’opposition, que de synthèse (l’une est la limite de l’autre) et l’effort de synthèse est constant chez lui, déjà dans sa toute première formule, où le premier membre appartient à la mécanique et le second à l’optique :
{\displaystyle mc^{2}=h\nu }.

### Théorie de la fusion
Datant de 1934, cette théorie, aussi dite théorie neutrinienne de la lumière, est une théorie générale des particules à spin, qui introduit l’idée que le photon serait équivalent à une fusion d'une particule et de son antiparticule, comme des neutrinos de Dirac.
Elle montre que le mouvement du centre de gravité de ces deux particules obéit aux équations de Maxwell — ce qui implique que le neutrino et le photon ont tous deux une masse au repos non nulle, quoique très faible.
La particularité de cette théorie est de concevoir la fusion de particules avec des anti-particules. Par exemple, de Broglie suggère que le proton serait la fusion d'un neutron avec un anti-électron et un anti-neutrino, par laquelle il acquiert la stabilité qui manque au neutron seul.

### La thermodynamique cachée
La dernière grande idée de de Broglie est contenue dans ce qu'il appelle la thermodynamique cachée de la particule isolée. C’est une tentative de réunir les trois principes extrémaux de la physique : les principes de Fermat, de Maupertuis et de Carnot.
De Broglie suppose comme Bohm et Vigier qu'il existe un « milieu subquantique » à l'origine des phénomènes probabilistes de la mécanique quantique. Il assimile alors ce milieu à un thermostat et considère qu'une particule isolée est en contact permanent avec ce dernier. La particule, d'énergie {\displaystyle h\nu }, peut alors avoir une température {\displaystyle T} définie par la formule {\displaystyle k_{B}T=h\nu }, où {\displaystyle k_{B}} est la constante de Boltzmann et {\displaystyle h} est la constante de Planck.
Après avoir défini l'entropie {\displaystyle S} associée à la particule dans un état donné, on constate qu'elle peut fluctuer à cause de l'influence du « milieu subquantique » qui modifie l'état de la particule. De plus, grâce à la formule de Boltzmann, on peut l'associer à la probabilité {\displaystyle \mathbb {P} } pour que la particule soit dans cet état : {\displaystyle \mathbb {P} \propto e^{S/k_{B}}}. On peut alors vérifier que les trajectoires qui minimisent l'action de la particule sont celles qui sont associées à l'entropie maximale, et donc à la trajectoire la plus probable. On s'attend alors à observer des trajectoires qui obéissent au principe de moindre action lorsque les fluctuations quantiques sont négligeables.
Conséquence de grande portée, cette théorie rapporte l’indétermination quantique à des écarts autour des extrema de l’action, écarts correspondant à des diminutions de l’entropie.

## Fondation Louis-de-Broglie

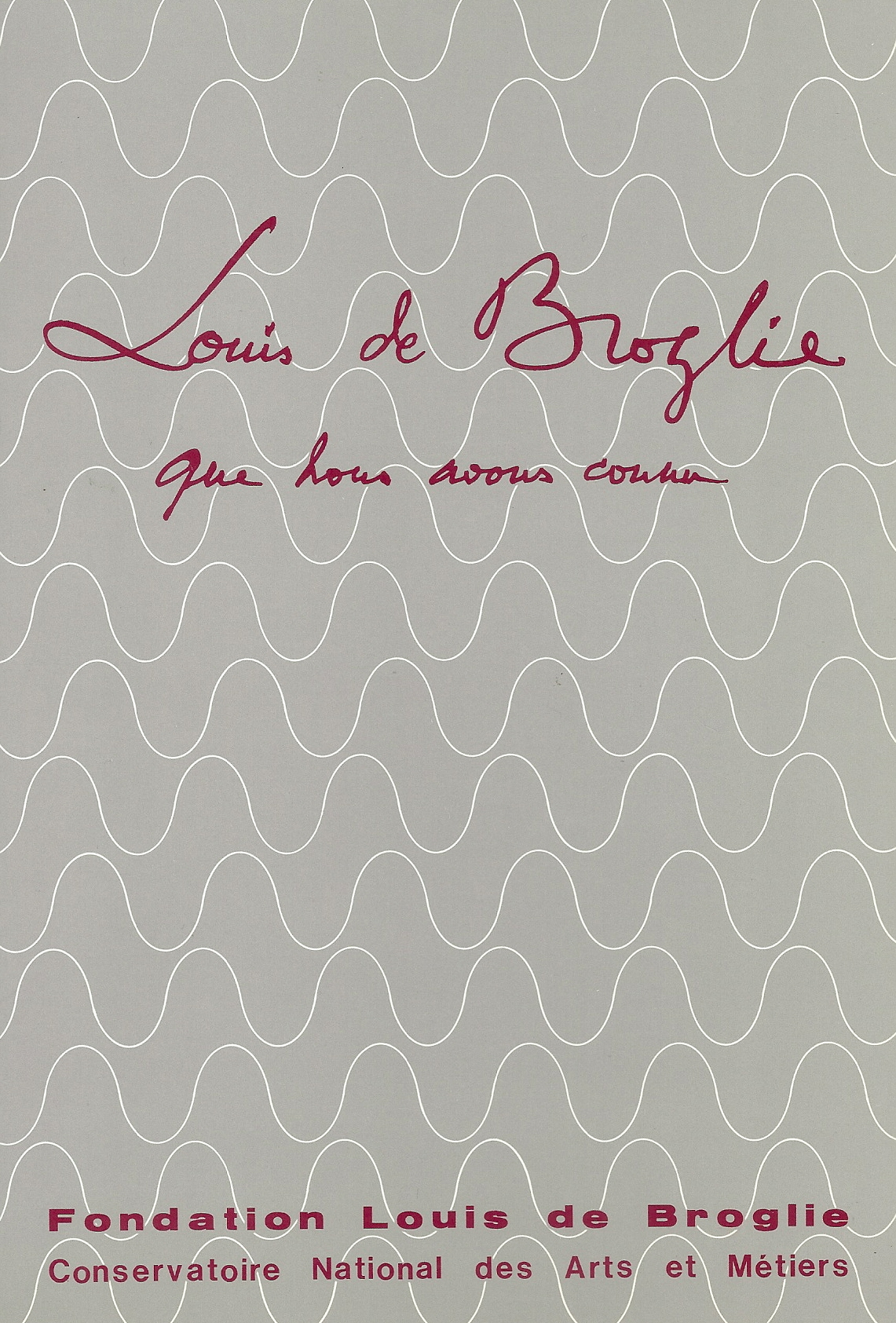
Fondation Louis-de-Broglie, Conservatoire national des arts et métiers.

La Fondation Louis-de-Broglie a été créée en 1973, à l'occasion du cinquantenaire de la mécanique ondulatoire, sous la présidence de Louis Néel, avec la présidence d'honneur de Louis de Broglie, et présidée par la suite par René Thom, puis par Georges Lochak. Elle a été accueillie par le Conservatoire national des arts et métiers. La fondation se définit comme « un lieu de rencontre et de discussion à la pointe de la science contemporaine pour tous les physiciens désireux d'exposer et de confronter des résultats et des points de vue, dans l'esprit humaniste d'ouverture et de tolérance de Louis de Broglie ».
Elle publie depuis 1975 la revue scientifique Les Annales de la Fondation Louis de Broglie.

## Publications

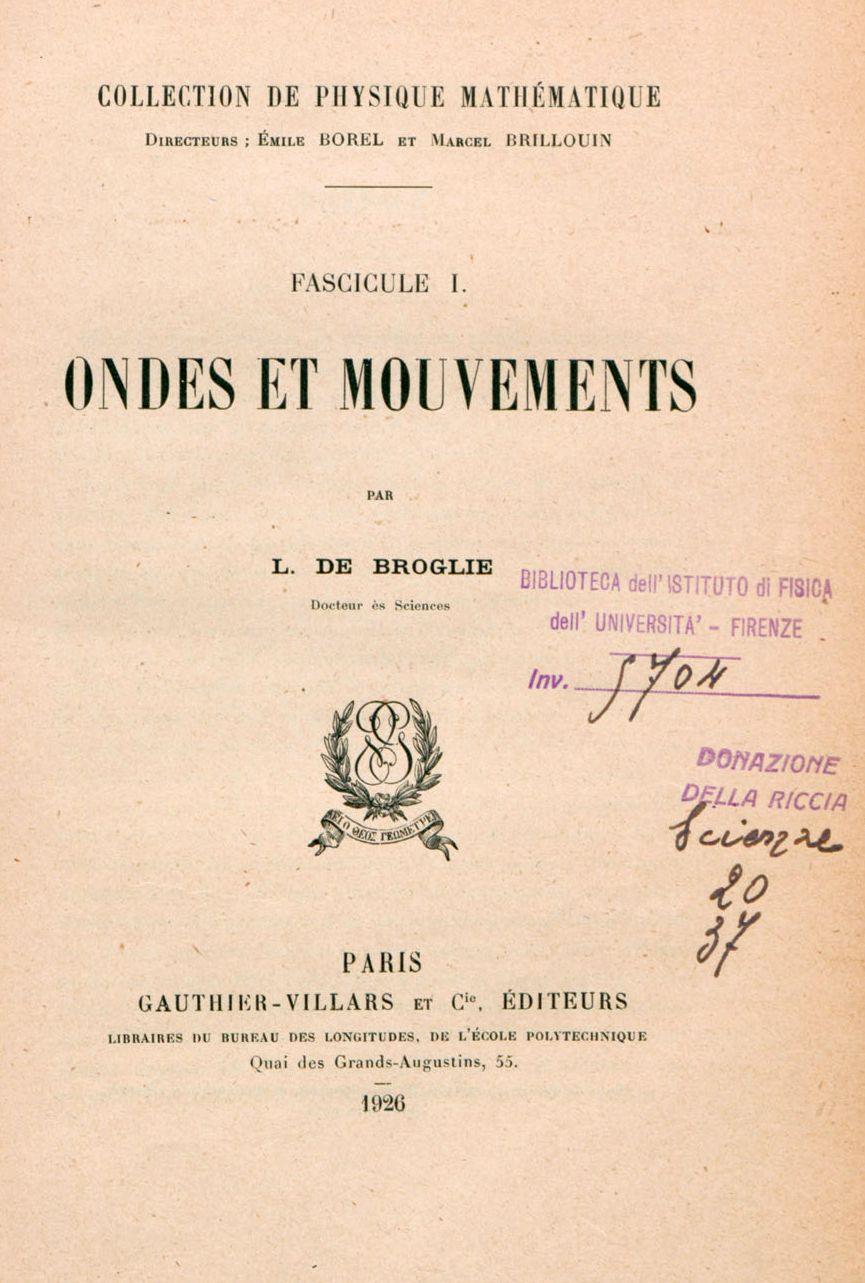
Ondes et mouvements, 1926.

Pour une liste complète des œuvres de Louis de Broglie, voir 
Œuvres de Louis de Broglie, éd. Fondation Louis de Broglie.
- Recherches sur la théorie des quanta, Paris, 1924 (thèse de physique) ;
- Introduction à la physique des rayons X et gamma, avec Maurice de Broglie, Gauthier-Villars, 1928 ;
- Ondes et mouvements, Gauthier-Villars, 1926 ;
- Rapport au 5e Conseil de physique Solvay, Bruxelles, 1927 ;
- La Mécanique ondulatoire, Gauthier-Villars, 1928 ;
- Matière et lumière, Paris  Albin Michel, coll. « Sciences d'aujourd'hui », 1937 ;
- La Physique nouvelle et les quanta, Flammarion, Bibliothèque de philosophie scientifique, 1937 ;
- L'Avenir de la science, en collaboration avec André Thérive, Raymond Charmet, Pierre Devaux, Daniel-Rops et Antonin-Dalmace Sertillanges, o.p., Éditions Plon, coll. « Présences », Paris, 313 p., 1941
- Continu et discontinu en physique moderne, Paris  Albin Michel, coll. « Sciences d'aujourd'hui », 1941;
- Ondes, corpuscules, mécanique ondulatoire, Paris  Albin Michel, coll. « Sciences d'aujourd'hui », 1945;
- Physique et microphysique, Albin Michel, coll. « Sciences d'aujourd'hui », 1947;
- Notice sur la vie et l'œuvre de Paul Langevin, Académie des sciences, 1947 ;
- Optique électronique et corpusculaire, Herman, 1950 ;
- Savants et découvertes, Paris, Albin Michel, coll. « Les Savants et le Monde », 1951, 400 p. (BNF 31876423)
- Une tentative d'interprétation causale et non linéaire de la mécanique ondulatoire : la théorie de la double solution, Paris : Gauthier-Villars, 1956 ;
- Nouvelles perspectives en microphysique, Albin Michel, coll. « Sciences d'aujourd'hui », 1956 ;
- Sur les sentiers de la science (Recueil de discours, de conférences et d'articles extraits de diverses publications), Paris, Albin Michel, coll. « Les savants et le monde », 1960, 419 p. (BNF 32933994)
- Introduction à la nouvelle théorie des particules de M. Jean-Pierre Vigier et de ses collaborateurs, Gauthier-Villars, 1961, Albin Michel, 1960 ;
- Étude critique des bases de l'interprétation actuelle de la mécanique ondulatoire, Gauthier-Villars, 1963 ;
- Thermodynamique “cachée” des particules, vol. section A des Annales de l’Institut Henri Poincaré, t. 1, p. 1-19, Paris, 1964 (lire en ligne) ;
- Certitudes et incertitudes de la science, Albin Michel, coll. « Sciences d'aujourd'hui », 1966 ;
- Recherches d'un demi-siècle, Paris, Albin Michel, coll. « Sciences d'aujourd'hui », 1976 (présentation en ligne) ;
- Les Incertitudes d'Heisenberg et l'interprétation probabiliste de la mécanique ondulatoire, Gauthier-Villars, 1982.

## Distinctions

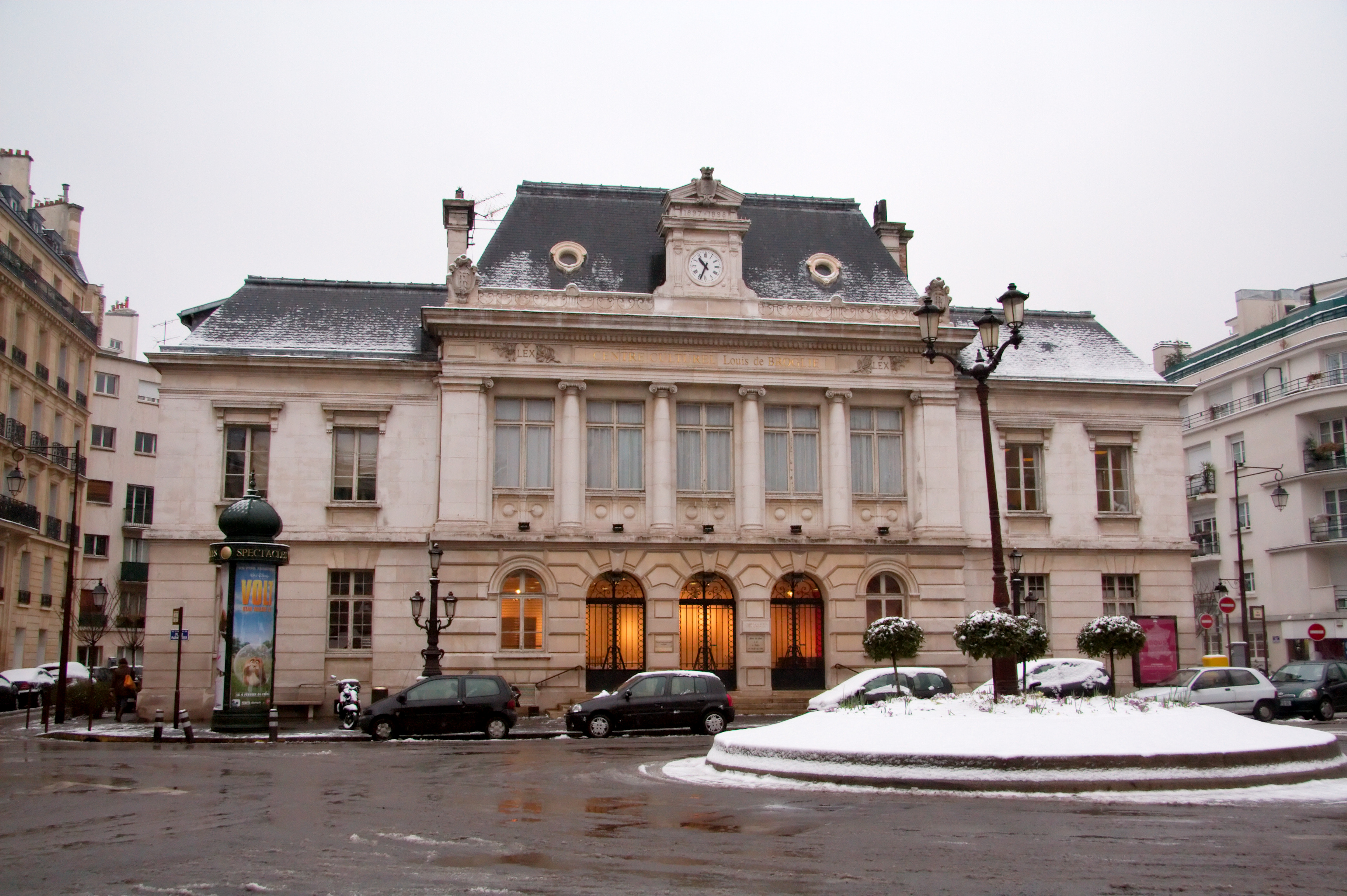
Le centre culturel Louis-de-Broglie à Neuilly-sur-Seine.

### Décorations
- Grand-croix de la Légion d'honneur en 1961
- Commandeur de l'ordre des Palmes académiques
- Médaille de la Société d'Encouragement au Progrès (Grande médaille d'or en 1962)[27]

### Récompenses et honneurs
- Prix Nobel de physique en 1929
- Prix Kalinga en 1952
- Médaille d'or du CNRS en 1955[28]
- En 1994, à l’occasion du 70e anniversaire de sa thèse de 1924, La Poste éditait un timbre représentant la formule {\displaystyle \lambda ={\frac {h}{{m}{v}}}}[29].
- Le centre culturel de Neuilly-sur-Seine, ville où il résidait, rue Perronet, est nommé centre culturel Louis-de-Broglie depuis le 29 juin 1992[30].

- Plusieurs établissements scolaires sont nommés en son honneur :
  - l'école d'ingénieurs ECAM Rennes - Louis de Broglie (Bruz) ;
  - le lycée Louis-de-Broglie de Marly-le-Roi (Yvelines) ;
  - le collège Louis-de-Broglie d'Ancemont (Meuse) ;
  - l'école maternelle Louis-de-Broglie de Dieppe (Seine-Maritime).
- Des rues portent son nom, par exemple à Tarbes